# جوزيف فيدال
جوزيف فيدال (بالفرنسية: Joseph Vidal)‏ هو موزع وملحن فرنسي، ولد في 15 نوفمبر 1859 في تولوز في فرنسا، وتوفي في 18 ديسمبر 1924 في باريس في فرنسا.